# بهاء الدين حسام زادة
بهاء الدين حسام زادة بازارغاد (بالفارسية: بهاء الدین حسام‌ زاده پازارگاد) المعروف باسم بازارغاد/باسارغاد (1899 - 27 نوفمبر 1969) معلم، وعالم الاجتماع، وصحفي، ومترجم، وكاتب وشاعر إيراني.

## حياته
ولد في شيراز وتعلم بها. تدرب في المدرسة العسكرية. اشتغل بالتدريس والتأليف وبعض نشاطات. عرف بتجدد وقام بتأسيس نادي كرة قدم والكشافة في مسقط رأسه وله ترانيم للكشافة والأطفال بالفارسية. يعتبر من رواد الحداثة في نشاطه ومؤلفاته في محافظة فارس وإيران عموما. 

توفي يوم 27 نوفمبر 1969 بطهران.

## آثاره
له العديد من الكتابات والترجمات أيضاً، منهم:
- ميكروسكوب وميكروسكوبية
- تحليل مادة وقوة
- أنشودة والرياضة
- تعليم الكشافة
- مستقبل الغرب
- فلسفة جديدة للتاريخ
- سكران بلا خمر
- لارستان؛ التاريخ المفصل
- تاريخ الفلسفة السياسية
- معجم الإيديولوجيات السياسية